# Karl-Heinz Zarius
Karl-Heinz Zarius (* 2. März 1941 in Düsseldorf) ist ein deutscher Musikpädagoge und Komponist.

## Leben
Karl-Heinz Zarius studierte Schulmusik, Violine, Komposition, Latein und Philosophie in Köln und Düsseldorf. An der Pädagogischen Hochschule Ruhr in Dortmund arbeitete er seit dem Sommersemester 1973 als Wissenschaftlicher Assistent (Musikerziehung und ihre Didaktik). Von 1977 bis 2006 war er Professor für Allgemeine Musikerziehung an der Hochschule für Musik und Tanz Köln, Standort Wuppertal. Weiters beschäftigte er sich mit der Aufführung und Vermittlung von Neuer Musik und arbeitete zwischen 1970 und 2006 mit dem Komponisten Mauricio Kagel zusammen. 1978 gründete er das Ensemble Transición Wuppertal für Neue Musik und Musiktheater, das er bis 2006 leitete. Von 1996 bis 2011 war er Mitarbeiter am Institut für Neue Musik und Musikerziehung Darmstadt.
Zarius hat sich vor allem im Bereich der musikalischen Früherziehung einen Namen gemacht und dafür eine eigene Unterrichtsmethode entwickelt.

## Buchveröffentlichungen
- Staatstheater von Mauricio Kagel: Grenze und Übergang (Wien: Universal Edition 1977). ISBN 3-7024-0125-3.
- Musikalische Früherziehung: Grundfragen und Grundlagen (Hrsg.) (Mainz: Schott 1985). ISBN 978-3-7957-1856-5.
- Musikalische Früherziehung: Stundenbilder für zwei Jahre (München: Ricordi 1989). ISBN 978-3-931788-57-5.

## Aufsätze (Auswahl)
- Inszenierte Musik. Systematische Anmerkungen zum Instrumentalen Theater. Positionen. Beiträge zur neuen Musik, No. 14 „Sichtbare Musik“ (1993), 2–6.
- …Durch die Zähne. Überlegungen zum Komischen bei Mauricio Kagel. Neue Zeitschrift für Musik, 157/1 (1996), 34–39.
- K(l)agelieder. Theologische Implikationen im Werk Mauricio Kagels. Neue Zeitschrift für Musik, 162/6 (2001), 23–29.
- Eine kleine Blume: Gedanken zur Ästhetik der Mandoline. Phoibos – Zeitschrift für Zupfmusik, Ausgabe 2016: Instrumentaldidaktik, 155–161.[1]